# ゲイリー・シェフィールド
ゲイリー・アントニアン・シェフィールド（Gary Antonian Sheffield, 1968年11月18日 - ）は、アメリカ合衆国フロリダ州タンパ出身の元プロ野球選手（外野手）。愛称はシェフ（Sheff）。
MLBで最多奪三振などのタイトル獲得経験があるドワイト・グッデンの甥にあたる。ジャスティス・シェフィールドとの血縁については、ジャスティス自身が否定している。

## 経歴

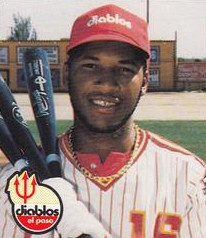
1988年

高校時代は投手や三塁手としてプレイ。最終学年には速球が80mph後半に達し、打者としては62打数で打率.500、15本塁打を記録。1986年のMLBドラフトでミルウォーキー・ブルワーズから1巡目（全体6位）に指名を受け入団。同年はルーキーリーグのヘレナ・ブルワーズで57試合に出場し、打率.365の高打率を記録し、71打点はリーグ最多となった。1988年にはAA級とAAA級のトータルで打率.327、28本塁打、119打点を記録し、9月のロースター拡張に伴いメジャー昇格を果たし、9月3日に19歳でメジャーデビュー。
1992年3月26日にサンディエゴ・パドレスへ移籍し、打率.330を記録して首位打者を獲得。その後1993年6月24日に球団創立1年目のフロリダ・マーリンズに移籍し、9月に4年契約を結んだ。
1994年、外野手に転向。けがのため、87試合のみの出場になったが、27本塁打を記録。1995年も怪我のため、63試合の出場だったが打率.324、16本塁打を記録。1996年は161試合に出場し、球団記録となる42本塁打を記録した。
1997年は開幕直後の4月2日にMLB史上最高額となる6年総額6100万ドルで契約延長をし、チームも開幕前にFAで大型補強を行い、アトランタ・ブレーブスに肉薄する力を付けたかと思われた。シェフィールドは前年の半分の21本塁打、71打点と成績を落とし得点力不足の元凶となりジム・リーランド監督を嘆かせ、チームは地区首位のブレーブスの追撃が思うようにできなかった。シェフィールドは「このチームには、もう一人の大砲が必要だ」と責任逃れの発言をしてしまいマスコミから叩かれた。結局、チームはワイルドカードで自身初のポストシーズンに進出し、シェフィールドはワールドチャンピオンとなった。
1998年5月15日にマイク・ピアッツァらとのトレードでロサンゼルス・ドジャースへ移籍。2000年には球団タイとなる43本塁打を記録した。2002年1月15日トレードでアトランタ・ブレーブスへ移籍。2003年に39本塁打、132打点を記録し、MVPの投票では3位にランクした。10月27日にFA宣言をし、12月19日に3年総額3900万ドルでニューヨーク・ヤンキースへ移籍。
2004年は4月に1本塁打しか放てなかったため、ファンやメディアから長打力欠乏の批判を受け、ステロイド使用をうわさされた。7月、8月の2か月連続で10本塁打を記録するなど復調し、シーズン通算で36本塁打はアレックス・ロドリゲスと共にチーム最多タイとなり、121打点はチーム最多となった。MVPの投票ではブラディミール・ゲレーロに次ぐ自己最高の2位にランクした。
2005年は34本塁打、123打点を記録し、3年連続で30本塁打・120打点を達成し、シルバースラッガー賞を受賞した。2006年は手首の故障により長期欠場し、チームとしては松井秀喜の骨折による離脱もありトレードにてボビー・アブレイユを獲得。守備位置が重なるため、復帰したあとは不慣れな一塁を守ることになり不満を言った。プレーオフではスタメンを外され、球団との亀裂は決定的なものになった。
FAになるとライバル球団のボストン・レッドソックスと契約する可能性が高かったため、球団はシェフィールドの守るポジションがないのにもかかわらず、1300万ドルのオプションを行使して契約を延長。そのうえで11月10日にマイナーリーグの投手3人、ハンベルト・サンチェス、ケビン・ウィーラン、アンソニー・クラゲットとの交換トレードで、デトロイト・タイガースへ移籍。タイガースの監督ジム・リーランドと1997年のフロリダ・マーリンズ時代にワールドシリーズを共に制覇し、良好な関係にあるため移籍を了承。そしてほぼ同時に2年2800万ドルで2009年まで契約延長した。
2007年は主に指名打者として出場。5月から7月の月間打率は3割を上回っていたが、7月下旬に肩を痛め思い切りのいい打撃ができなくなり、8月以降の打率は1割台と低迷した。
2008年9月8日のオークランド・アスレチックス戦でシェフィールドが放った本塁打は、Baseball Referenceによれば1876年のMLB創設以来「250000本目」の本塁打となった。
2009年はタイガースとの1400万ドルの契約が残っていたが、開幕前に解雇され、その後ニューヨーク・メッツと契約。シェフィールドはドワイト・グッデンがかつて在籍していたためメッツでプレイしたかったという。

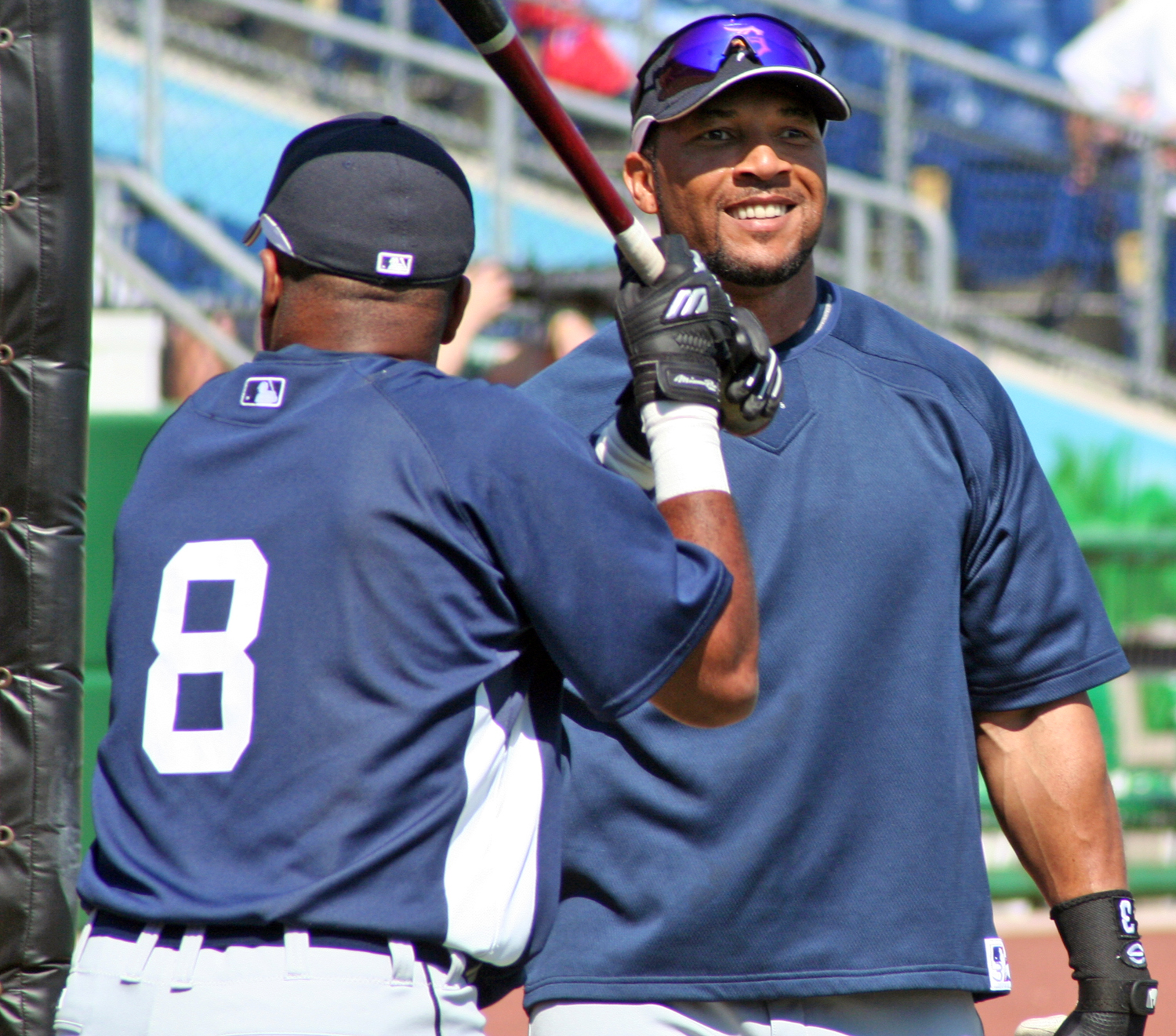
2007年

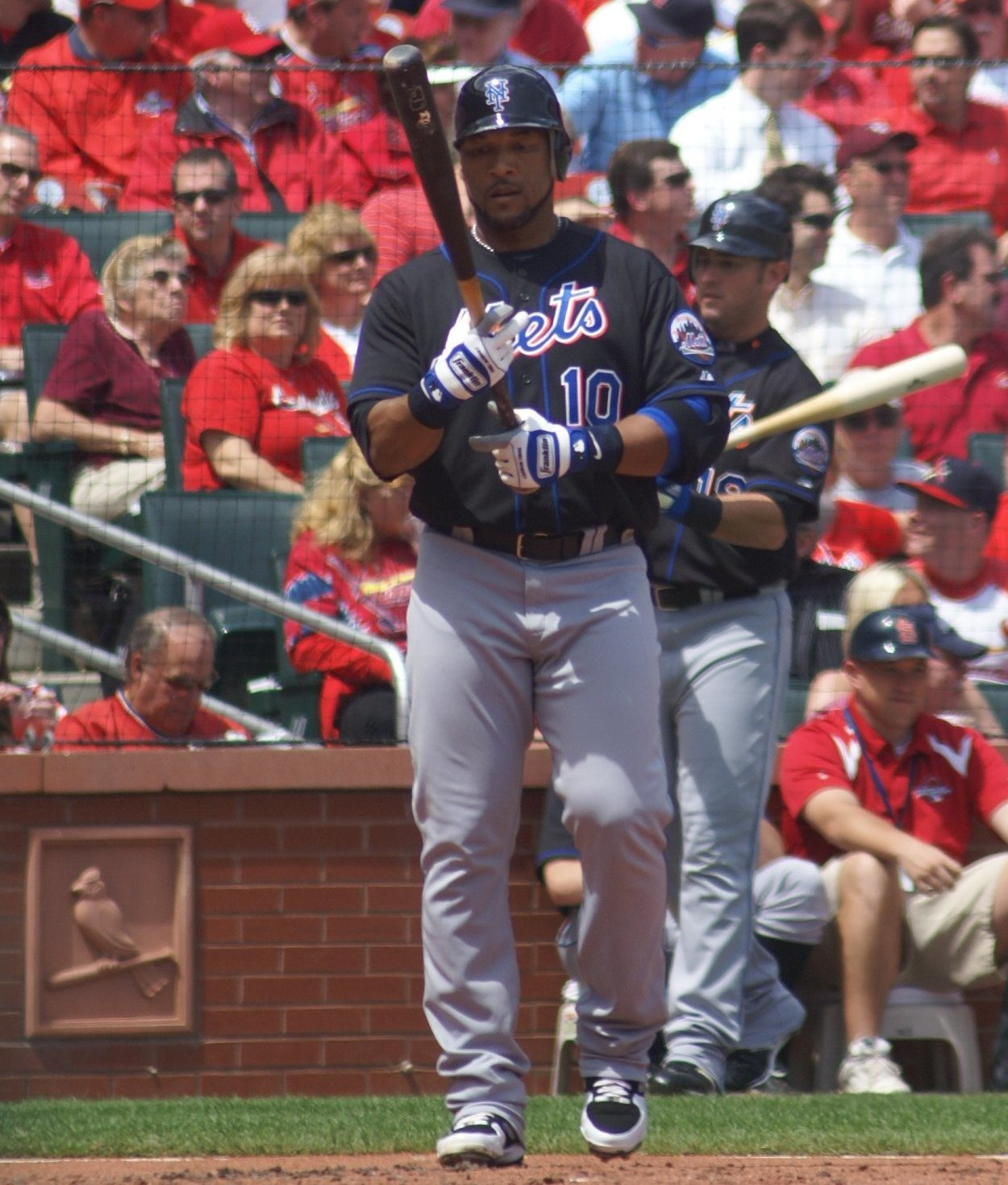
2009年4月23日

4月17日のブルワーズ戦で史上25人目の500本塁打を達成。500本目の本塁打を代打で達成した初めての選手となり、メッツ所属で達成した初めての選手となった。
2010年はプレーすることなく、2011年2月17日に現役引退を表明した。引退後は代理人業を始め、ジェイソン・グリーリなどをクライアントとしている。

## 選手としての特徴
バットの先端が下を向くほど大きくヒッチするフォームを特徴とする。バットスピードの速さはバリー・ボンズに次ぐと言われ、そのリストの強さを生かし、変化球にとても強い。
走塁ではスイングが大きいにもかかわらず打席から一塁まで4.2秒で走る俊足を誇り通算盗塁も250をクリア。守備は元内野手であるため捕球してから投げるまでが早く、捕球位置に入るまでも速いため、肩の強さを最大限に生かすことができる。

## 騒動

### 問題発言
球場外での歯に衣着せぬコメントで有名である。叔父のグッデンからは「結婚してから（1998年末）別人のように変わった。すごく大人になった」と評されることもあったが、現在でもことあるごとに問題発言をしてはマスコミを賑わせている。2004年末にイチロー（マリナーズ）のシーズン最多安打記録更新に対して「200本のシングルヒット？　おいおい、そんなのはグレートな打者とは言えないぜ。もし、俺がボールをハードに打ってスタンドに入れることを考えなければ、毎日でも単打を打つことができるね。ほかの打者だって、そういうふうに打席に立てば、単打くらい打てるさ」とコメントした。2005年夏には、直接名指ししなかったが「チームで一番活躍しているのは（キャプテンのデレク・ジーターではなく）誰なのか俺は分かっている」「マスコミは2人の選手（アレックス・ロドリゲスとジーター）以外はゴミだ、と世間に広めたがっている」「ヤンキースは一流のチームだが、選手間の信頼関係はない」とニューヨークの地元紙記者に発言した。この記事に関しては本人は「悪いことは書かないと言ったのに。嘘をついて取材をしたんだ」と、後日この記者を非難している。

### フェンウェイ・パークでの騒動
2005年4月14日のフェンウェイ・パークでのレッドソックス戦で、8回裏にジェイソン・バリテックが右翼線を転々とする打球を放った。シェフィールドがその打球を処理しようとした際に、フェンス（フェンウェイ・パークの右翼フェンスは約80cmと低い）からボールに触ろうと身を乗り出したレッドソックスファンが、シェフィールドの頬を誤ってはたいた。これに気を悪くしたシェフィールドは、二塁手に返球後その観客に詰め寄った。そこでもう一人のファンにビールをかけられ、シェフィールドは激怒した。すんでのところで警備員が割って入り、ことなきを得た。その後、右翼周辺にはヤンキースの選手や警官、警備員などが大勢集まり、物々しい雰囲気になり、試合は約30分中断した。この問題を起こした2人のファンはプレイを妨害したということでボストン市警により退場させられ、2005年の残りシーズンの球場への立ち入り禁止処分を受けた。シェフィールドは「あの時は本当に堪忍袋の緒が切れていたさ。だけど自分がやり返した後どうなるかという結果を考えて反撃を我慢することに徹した」とのコメントを残している。

## 薬物疑惑
シェフィールドもバリー・ボンズを筆頭とする栄養補助食品会社のバルコ（BALCO）によるバルコ・スキャンダルで疑惑選手として浮上した一人である。2007年12月13日に発表されたミッチェル報告書にも名前が挙げられた。2003年9月に連邦捜査官がグレッグ・アンダーソンのマンションの家宅捜索を行った時にシェフィールドからバルコ社へ送られた領収書が発見されている。2007年に出版された自伝によると、2003年12月に連邦大陪審に証人喚問された時に、ボンズと一緒にトレーニングを行った2002年シーズン前に、ボンズの専属トレーナーであるアンダーソンから「ビタミン剤」を受け取り、使用していた。クリームは傷を癒すために右膝に塗り、「ステロイド剤が含まれていたかどうかは知らなかった」と証言したという。本の中では「私はステロイドには興味がなかったし、必要としなかった。使用したくなかった」と主張している。また、1994-95年のストライキの後、ステロイドが普及した影響で本塁打が急増した問題についてバド・セリグコミッショナーに調査するように一度要請したとしているが、セリグはそのような要求をされた覚えはないと否定している。

## 詳細情報

### 年度別打撃成績
| 年 度     | 球 団     | 試 合 | 打 席 | 打 数 | 得 点 | 安 打 | 二 塁 打 | 三 塁 打 | 本 塁 打 | 塁 打 | 打 点 | 盗 塁 | 盗 塁 死 | 犠 打 | 犠 飛 | 四 球 | 敬 遠 | 死 球 | 三 振 | 併 殺 打 | 打 率 | 出 塁 率 | 長 打 率 | O P S |
| --------- | --------- | ----- | ----- | ----- | ----- | ----- | -------- | -------- | -------- | ----- | ----- | ----- | -------- | ----- | ----- | ----- | ----- | ----- | ----- | -------- | ----- | -------- | -------- | ----- |
| 1988      | MIL       | 24    | 89    | 80    | 12    | 19    | 1        | 0        | 4        | 32    | 12    | 3     | 1        | 1     | 1     | 7     | 0     | 0     | 7     | 5        | .238  | .295     | .400     | .695  |
| 1989      | MIL       | 95    | 405   | 368   | 34    | 91    | 18       | 0        | 5        | 124   | 32    | 10    | 6        | 3     | 3     | 27    | 0     | 4     | 33    | 4        | .247  | .303     | .337     | .640  |
| 1990      | MIL       | 125   | 547   | 487   | 67    | 143   | 30       | 1        | 10       | 205   | 67    | 25    | 10       | 4     | 9     | 44    | 1     | 3     | 41    | 11       | .294  | .350     | .421     | .771  |
| 1991      | MIL       | 50    | 203   | 175   | 25    | 34    | 12       | 2        | 2        | 56    | 22    | 5     | 5        | 1     | 5     | 19    | 1     | 3     | 15    | 3        | .194  | .277     | .320     | .597  |
| 1992      | SD        | 146   | 618   | 557   | 87    | 184   | 34       | 3        | 33       | 323   | 100   | 5     | 6        | 0     | 7     | 48    | 5     | 6     | 40    | 19       | .330  | .385     | .580     | .965  |
| 1993      | SD        | 68    | 282   | 258   | 34    | 76    | 12       | 2        | 10       | 122   | 36    | 5     | 1        | 0     | 3     | 18    | 0     | 3     | 30    | 9        | .295  | .344     | .473     | .817  |
| 1993      | FLA       | 72    | 275   | 236   | 33    | 69    | 8        | 3        | 10       | 113   | 37    | 12    | 4        | 0     | 4     | 29    | 6     | 6     | 34    | 2        | .292  | .378     | .479     | .857  |
| '93計     |           | 140   | 557   | 494   | 67    | 145   | 20       | 5        | 20       | 235   | 73    | 17    | 5        | 0     | 7     | 47    | 6     | 9     | 64    | 11       | .294  | .361     | .476     | .837  |
| 1994      | FLA       | 87    | 384   | 322   | 61    | 89    | 16       | 1        | 27       | 188   | 78    | 12    | 6        | 0     | 5     | 51    | 11    | 6     | 50    | 10       | .276  | .380     | .584     | .964  |
| 1995      | FLA       | 63    | 274   | 213   | 46    | 69    | 8        | 0        | 16       | 125   | 46    | 19    | 4        | 0     | 2     | 55    | 8     | 4     | 45    | 3        | .324  | .467     | .587     | 1.054 |
| 1996      | FLA       | 161   | 677   | 519   | 118   | 163   | 33       | 1        | 42       | 324   | 120   | 16    | 9        | 0     | 6     | 142   | 19    | 10    | 66    | 16       | .314  | .465     | .624     | 1.089 |
| 1997      | FLA       | 135   | 582   | 444   | 86    | 111   | 22       | 1        | 21       | 198   | 71    | 11    | 7        | 0     | 2     | 121   | 11    | 15    | 79    | 7        | .250  | .424     | .446     | .870  |
| 1998      | FLA       | 40    | 166   | 136   | 21    | 37    | 11       | 1        | 6        | 68    | 28    | 4     | 2        | 0     | 2     | 26    | 1     | 2     | 16    | 3        | .272  | .392     | .500     | .892  |
| 1998      | LAD       | 90    | 383   | 301   | 52    | 95    | 16       | 1        | 16       | 161   | 57    | 18    | 5        | 0     | 7     | 69    | 11    | 6     | 30    | 4        | .316  | .444     | .535     | .979  |
| '98計     |           | 130   | 549   | 437   | 73    | 132   | 27       | 2        | 22       | 229   | 85    | 22    | 7        | 0     | 9     | 95    | 12    | 8     | 46    | 7        | .302  | .428     | .524     | .952  |
| 1999      | LAD       | 152   | 663   | 549   | 103   | 165   | 20       | 0        | 34       | 287   | 101   | 11    | 5        | 0     | 9     | 101   | 4     | 4     | 64    | 10       | .301  | .407     | .523     | .930  |
| 2000      | LAD       | 141   | 612   | 501   | 105   | 163   | 24       | 3        | 43       | 322   | 109   | 4     | 6        | 0     | 6     | 101   | 7     | 4     | 71    | 13       | .325  | .438     | .643     | 1.081 |
| 2001      | LAD       | 143   | 618   | 515   | 98    | 160   | 28       | 2        | 36       | 300   | 100   | 10    | 4        | 0     | 5     | 94    | 13    | 4     | 67    | 12       | .311  | .417     | .583     | 1.000 |
| 2002      | ATL       | 135   | 579   | 492   | 82    | 151   | 26       | 0        | 25       | 252   | 84    | 12    | 2        | 0     | 4     | 72    | 2     | 11    | 53    | 16       | .307  | .404     | .512     | .916  |
| 2003      | ATL       | 155   | 678   | 576   | 126   | 190   | 37       | 2        | 39       | 348   | 132   | 18    | 4        | 0     | 8     | 86    | 6     | 8     | 55    | 16       | .330  | .419     | .604     | 1.023 |
| 2004      | NYY       | 154   | 684   | 573   | 117   | 166   | 30       | 1        | 36       | 306   | 121   | 5     | 6        | 0     | 8     | 92    | 7     | 11    | 83    | 16       | .290  | .393     | .534     | .927  |
| 2005      | NYY       | 154   | 675   | 584   | 104   | 170   | 27       | 0        | 34       | 299   | 123   | 10    | 2        | 0     | 5     | 78    | 7     | 8     | 76    | 11       | .291  | .379     | .512     | .891  |
| 2006      | NYY       | 39    | 166   | 151   | 22    | 45    | 5        | 0        | 6        | 68    | 25    | 5     | 1        | 0     | 1     | 13    | 2     | 1     | 16    | 6        | .298  | .355     | .450     | .805  |
| 2007      | DET       | 133   | 593   | 494   | 107   | 131   | 20       | 1        | 25       | 228   | 75    | 22    | 5        | 0     | 6     | 84    | 2     | 9     | 71    | 10       | .265  | .378     | .462     | .840  |
| 2008      | DET       | 114   | 482   | 418   | 52    | 94    | 16       | 0        | 19       | 167   | 57    | 9     | 2        | 0     | 1     | 58    | 3     | 5     | 83    | 19       | .225  | .326     | .400     | .726  |
| 2009      | NYM       | 100   | 312   | 268   | 44    | 74    | 13       | 2        | 10       | 121   | 43    | 2     | 1        | 0     | 2     | 40    | 3     | 2     | 46    | 10       | .276  | .372     | .451     | .823  |
| MLB：22年 | MLB：22年 | 2576  | 10947 | 9217  | 1636  | 2689  | 467      | 27       | 509      | 4737  | 1676  | 253   | 104      | 9     | 111   | 1475  | 130   | 135   | 1171  | 235      | .292  | .393     | .514     | .907  |

- 各年度の太字はリーグ最高

### 年度別守備成績
内野守備
| 年 度 | 球 団 | 遊撃（SS） | 遊撃（SS） | 遊撃（SS） | 遊撃（SS） | 遊撃（SS） | 遊撃（SS） | 三塁（3B） | 三塁（3B） | 三塁（3B） | 三塁（3B） | 三塁（3B） | 三塁（3B） | 一塁（1B） | 一塁（1B） | 一塁（1B） | 一塁（1B） | 一塁（1B） | 一塁（1B） |
| 年 度 | 球 団 | 試 合      | 刺 殺      | 補 殺      | 失 策      | 併 殺      | 守 備 率   | 試 合      | 刺 殺      | 補 殺      | 失 策      | 併 殺      | 守 備 率   | 試 合      | 刺 殺      | 補 殺      | 失 策      | 併 殺      | 守 備 率   |
| ----- | ----- | ---------- | ---------- | ---------- | ---------- | ---------- | ---------- | ---------- | ---------- | ---------- | ---------- | ---------- | ---------- | ---------- | ---------- | ---------- | ---------- | ---------- | ---------- |

外野守備
| 年 度 | 球 団 | 左翼（LF） | 左翼（LF） | 左翼（LF） | 左翼（LF） | 左翼（LF） | 左翼（LF） | 右翼（RF） | 右翼（RF） | 右翼（RF） | 右翼（RF） | 右翼（RF） | 右翼（RF） |
| 年 度 | 球 団 | 試 合      | 刺 殺      | 補 殺      | 失 策      | 併 殺      | 守 備 率   | 試 合      | 刺 殺      | 補 殺      | 失 策      | 併 殺      | 守 備 率   |
| ----- | ----- | ---------- | ---------- | ---------- | ---------- | ---------- | ---------- | ---------- | ---------- | ---------- | ---------- | ---------- | ---------- |

### タイトル
- 首位打者：1回（1992年）

### 表彰
- シルバースラッガー賞：5回
  - 三塁手部門：1回（1992年）
  - 外野手部門：4回（1996年、2003年 - 2005年）
- カムバック賞：1回（1992年）

### 記録
- MLBオールスターゲーム選出：9回（1992年、1993年、1996年、1998年 - 2000年、2003年 - 2005年）

### 背番号
- 1（1988年 - 1991年）
- 11（1992年 - 1993年途中、2002年 - 2006年）
- 10（1993年途中 - 1998年途中、1999年 - 2001年、2009年）
- 5（1998年途中 - 同年終了）
- 3（2007年 - 2008年）